# ویکی رندل
ویکی رندل (زاده ۱۱ دسامبر 1954) خواننده، نوازنده چند ساز (عمدتا گیتار آکوستیک، باس و پرکاشن) و آهنگساز آمریکایی است که به عنوان اولین عضو زن دائمی گروه The Tonight Show Band شناخته می‌شود.
رندل آشکارا لزبین است. او اقامتگاه‌هایی در ساحل ونیز و اوکلند، کالیفرنیا دارد.